# Dimebag Darrell
Darrell Lance Abbott (Dallas, 20 augustus 1966 – Columbus (Ohio), 8 december 2004) was een Amerikaanse metalgitarist. Hij stond ook wel bekend als Dimebag en Diamond Darrell.
In de jaren tachtig begon Darrell (toen nog als Diamond Darrell) met zijn broer Vinnie Paul de band Pantera. In de eerste helft van de jaren negentig groeide Pantera uit tot een van de grootste groovemetalbands ter wereld. Het zesde album van Pantera, "Far Beyond Driven," kwam in 1994 zelfs binnen op de nummer-eenpositie in de Amerikaanse hitlijsten. Pantera werd in 1995 genomineerd voor een Grammy-award voor het nummer "I'm broken" en in 2001 voor "Revolution is my name".
Na het uiteengaan van Pantera vormde Darrell met zijn broer een nieuwe band: Damageplan. Ook werkte hij samen met artiesten als Anthrax, Zakk Wylde en Nickelback.

## Moord
Op 8 december 2004 werd Darrell op 38-jarige leeftijd vermoord tijdens een Damageplan-concert. Eén theorie over het motief was dat de dader Darrell verantwoordelijk hield voor het uiteengaan van Pantera. De moordenaar schoot tijdens het concert Darrell en drie andere mensen dood, en werd uiteindelijk zelf doodgeschoten door een politieagent.
Darrell was als kind al een groot fan van de band Kiss. Daarom werd hij begraven in een Kiss-doodskist. Gitarist Eddie Van Halen legde uit respect een van zijn Frankenstein-gitaren in de kist.